# Josef Silný
Josef Silný (26. ledna 1902 Kroměříž — 15. května 1981 Kroměříž) byl český fotbalista, československý reprezentant, držitel stříbrné medaile z mistrovství světa v Itálii roku 1934.

## Sportovní kariéra

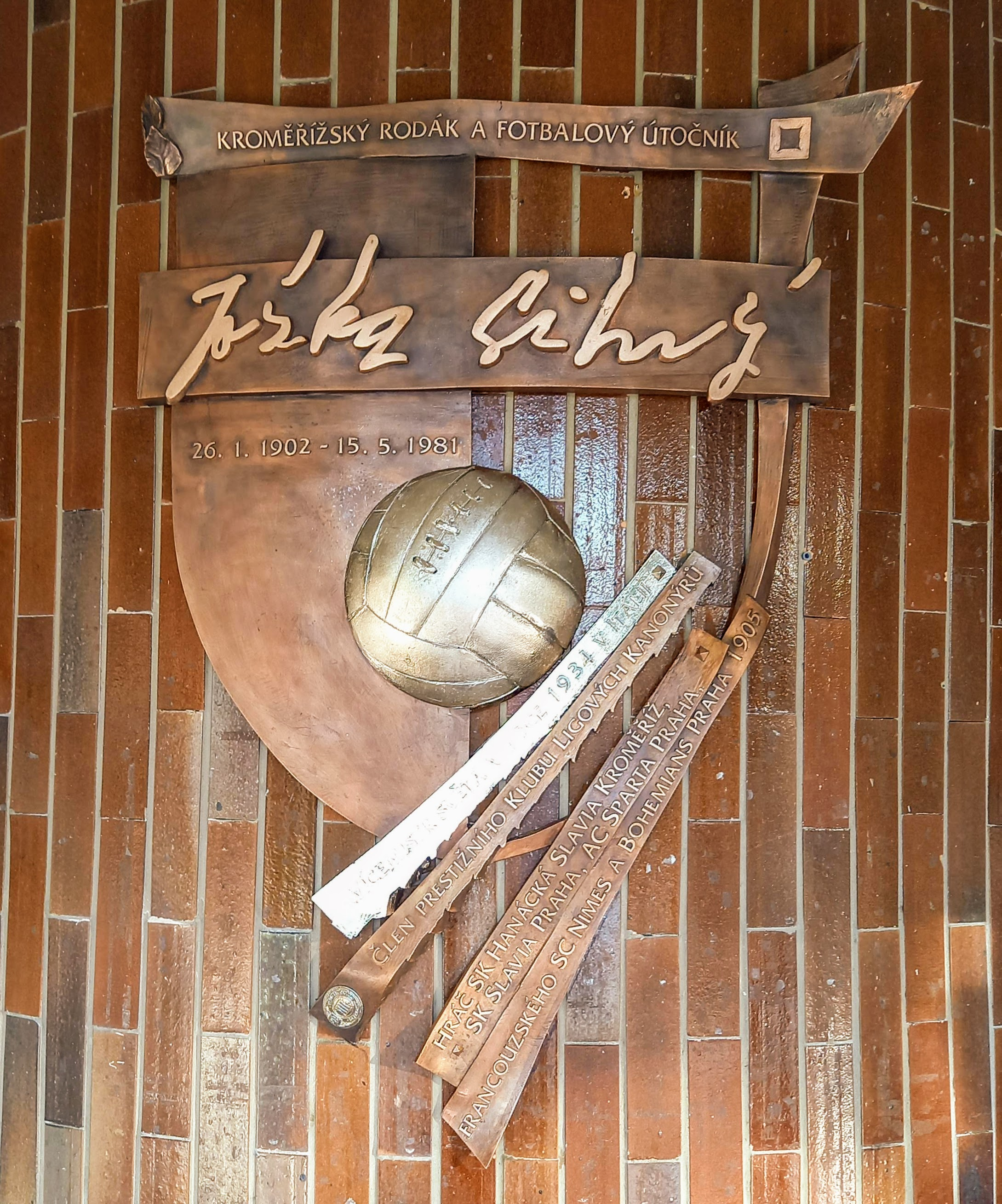
Pamětní deska ve vstupu na stadion v Kroměříži

V roce 1923 přestoupil z Hanácké Slavie Kroměříž do Slavie Praha, o tři roky později do pražské Sparty za tehdy rekordní částku 60 tisíc Kč. V ní sehrál 379 zápasů a dokázal soupeřům nastřílet 375 branek. Je členem Klubu ligových kanonýrů, v lize jich nastřílel 136. V sezóně 1933/34 působil krátce ve francouzském klubu SC Nimes, kde vstřelil dalších 14 gólů. Jako první v historii pokořil hranici sta vstřelených ligových gólů.
V reprezentaci odehrál 50 zápasů a dal 28 gólů, díky čemuž patří k nejlepším reprezentačním střelcům české historie. Byl členem týmu, který získal v Itálii stříbrné medaile na MS 1934. Na samotném mistrovství nastoupil jen k jednomu zápasu, osmifinále proti Rumunsku.
Byl rozvážný, technický a důrazný střední útočník.
Poté působil v Bohemians a na sklonku kariéry se vrátil do Kroměříže, kde hrál až do roku 1942 druhou nejvyšší soutěž za Hanáckou Slavii. Po skončení kariéry pracoval jako poštovní sluha v rodné Kroměříži.
Zemřel v roce 1981 v Kroměříži a je pohřben na kroměřížském hřbitově.
V severovýchodní části Kroměříže (49°18′21″ s. š., 17°24′54″ v. d.) byla na jeho počest pojmenována ulice Jožky Silného. Dne 18. června 2022 byl v rámci akce „Kanonýři v Kroměříži“ přejmenován místní stadion na Stadion Jožky Silného. U vchodu byla kroměřížskému rodákovi instalována pamětní deska.

### Ligová bilance
| Ročník            | Zápasy | Góly | Minuty | Klub                 |
| ----------------- | ------ | ---- | ------ | -------------------- |
| I. liga 1925      | 9      | 8    | 810    | SK Slavia Praha      |
| I. liga 1925/26   | 19     | 24   | –      | SK Slavia Praha      |
| I. liga 1927      | –      | 7    | –      | AC Sparta Praha      |
| I. liga 1927/28   | –      | 9    | –      | AC Sparta Praha      |
| I. liga 1928/29   | 12     | 7    | –      | AC Sparta Praha      |
| I. liga 1929/30   | –      | 8    | –      | AC Sparta Praha      |
| I. liga 1930/31   | 14     | 17   | –      | AC Sparta Praha      |
| I. liga 1931/32   | –      | 14   | –      | AC Sparta Praha      |
| I. liga 1932/33   | –      | 7    | –      | AC Sparta Praha      |
| I. liga 1933/34   | –      | 7    | –      | AC Sparta Praha      |
| I. liga 1934/35   | 3      | 5    | –      | Bohemians Praha 1905 |
| CELKEM I. LIGA ČR | 128    | 113  | –      |                      |